# Mike Kalisz
Mike Kalisz (født 12. november 1989) en dansk atlet som er medlem af Sparta Atletik.
Kalisz var med på det Sparta-hold, med Jesper Simonsen, Emil Strøm, Mike Kalisz og Jacob Fabricius Riis, som satte dansk rekord på 4 x 200 meter ved DM-inde 2010. Han var også på det danske U-23 landshold, med Mike Kalisz, Andreas Martinsen, Steven Kwasi-Koreng, Peder Pawel Nielsen, som vandt NM-sølv 2010 på 4 x 100 meter på dansk U-23 rekord 41,39.
Det danske 4 x 100 meter stafethold sejrede i EM-hold 2011 med en ny dansk rekord på 39,73. Kvartetten bestod Andreas Trajkovski, Jesper Simonsen, Mike Kalisz og Morten Jensen.
Kalisz var tidligere svømmer i MK 31.
Kalisz trænes af Michael Jørgensen.

## Danske mesterskaber
- Bronze 2012 200 meter-inde 22,29
- Bronze 2011 100 meter 10,75
- Bronze 2011 200 meter 21,68
- Guld 2011 200 meter-inde 22,05
- Guld 2010 4 x 200 meter-inde

## Personlige rekord
- 100 meter: 10,89 (+0.5) Skive Stadion 23. august 2008
- 200 meter: 21,85 (+1.8) Gøteborg, Sverige 2. juli 2010
- 60 meter – inde: 6,92 Sparbank Arena i Skive 28. februar 2010
- 200 meter – inde: 22,05 Sparbank Arena i Skive 19. februar 2011